# 佐基
佐基（1907年4月12日—1990年9月26日），緬甸詩人、文學評論家。出生於皮亞蓬，原名登漢:117-119。曾就讀於仰光大學並在英國留學。著有《玛丁老头》、《蒲甘集》、《戴緬甸紫檀花的姑娘》等文学作品。